# Hermann Biow

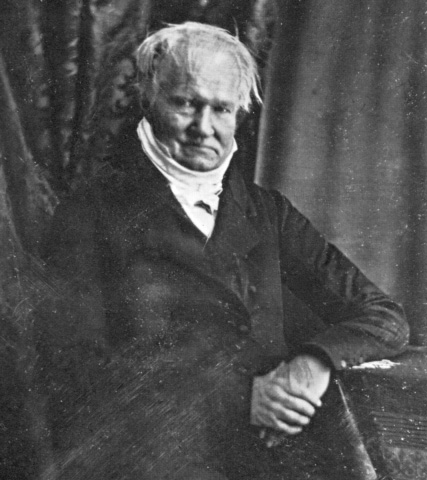
Hermann Biow: Alexander von Humboldt, 1847

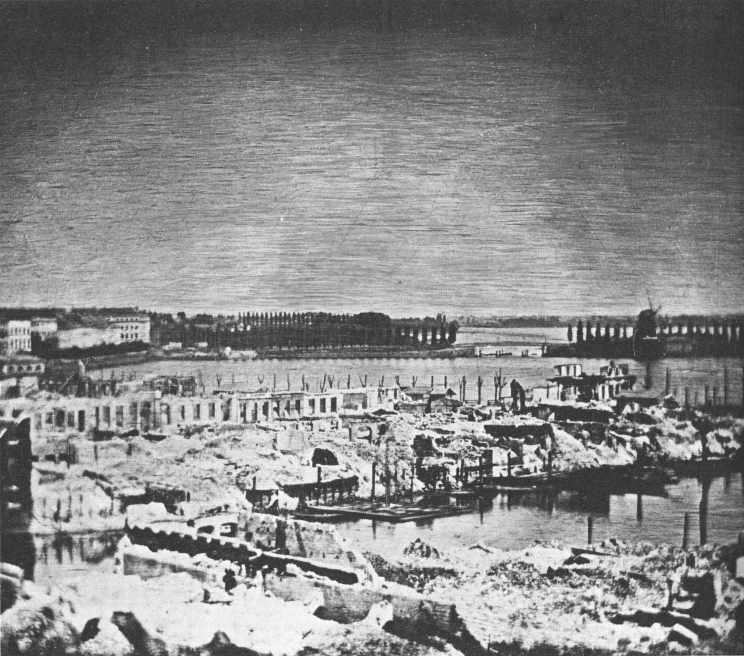
Hermann Biow: Hamburg zničený ohněm, 1842

Hermann Biow (1804 asi Vratislav, jiné zdroje udávají 1810 / 1811 – 20. února 1850 Drážďany) byl německý fotograf v raných dobách fotografie.

## Život a dílo
Narodil se pravděpodobně jako syn malíře Raphaela Biowa a nejprve pracoval jako malíř a spisovatel, až do chvíle, kdy dne 15. září 1841 otevřel vlastní studio v Hamburku (Altona). Od roku 1842 do roku 1843 spolupracoval s fotografem Carlem Ferdinandem Stelznerem. Roku 1845 naučil svou sestru Jenny Bossard Biowovou daguerrotypii. Od roku 1846 pokračoval na turné po Německu a v roce 1848 převzala jeho sestra studio v Hamburku. V roce 1849 založil Biow nové studio v Drážďanech. Zemřel v roce 1850 na onemocnění jater v důsledku vdechnutí rtuťových par během vyvolávání.
Biow se věnoval především portrétní fotografii, díky které byl známý. Portrétoval politiky, prominenty a bohaté občany, včetně takových jako byli Franz Liszt, Alexander von Humboldt nebo Fridrich Vilém IV.
Jeho historicky významná díla jsou pravděpodobně první fotografie Hamburku, které Biow pořídil po velkém požáru města v roce 1842. Lze jej tedy považovat za jednoho ze zakladatelů německé dokumentární fotografie. Známý je svými portréty poslanců prvního německého národního parlamentu ve Frankfurtu 1848/49.
Technika, kterou používal byla vynalezena ve Francii Louisem Jacquesem Mandé Daguerrem a nesla název daguerrotypie. Jakým způsobem Biow přišel do kontaktu s ním, a jak se ji naučil, není známo. Na rozdíl od mnoha jeho současníků, kteří vyvářeli pouze malé daguerrotypy, Biow také experimentoval s velkoformátovými obrazy o velikosti až 32 x 26 cm.